# Phostria lithosialis
Phostria lithosialis là một loài bướm đêm trong họ Crambidae.